# Take a Bow (canção de Madonna)
"Take a Bow" é uma canção da artista musical estadunidense Madonna, contida em seu sexto álbum de estúdio, Bedtime Stories (1994). Foi composta e produzida pela própria em conjunto com Babyface, e lançada em 28 de outubro de 1994 como o segundo single do material. Após a controversa personalidade explícita adotada na época da divulgação de seu disco anterior, Erotica, a cantora queria mudar sua imagem e decidiu trabalhar com Babyface em seu projeto seguinte, impressionada pelo trabalho do produtor com outros artistas. A obra foi desenvolvida desta colaboração, após Madonna ter ouvido sua batida e seus acordes. Gravada nos estúdios The Hit Factory em Nova Iorque, "Take a Bow" foi apoiada por uma orquestra completa. Esta foi a primeira vez em que Babyface trabalhou com cordas ao vivo, uma sugestão vinda de Madonna.
Contendo cordas pentatônicas orientais, dando a impressão de uma ópera japonesa ou chinesa, é uma balada de ritmo moderado derivada dos gêneros pop e R&B que trata de um amor não correspondido, com Madonna dizendo adeus. O single recebeu análises positivas de críticos musicais, que elogiaram suas letras expressivas e poéticas. Comercialmente, obteve um desempenho positivo, atingindo o topo da tabela do Canadá e as dez primeiras colocações na Itália, Nova Zelândia, Suécia e Suíça. Em território estadunidense, tornou-se o décimo primeiro tema de Madonna a conquistar o ápice da Billboard Hot 100, onde permaneceu por sete semanas consecutivas, a maior permanência consecutiva de uma canção da artista nessa posição da tabela. No Reino Unido, contudo, foi a primeira música da cantora a não entrar nas dez primeiras em dez anos, desde "Lucky Star".
O vídeo musical correspondente foi dirigido por Michael Haussman e filmado na cidade de Ronda e nas praças de touros da cidade de Antequera, ambas localizadas na Espanha. Lançado em 22 de novembro de 1994 na MTV e usado nas campanhas promocionais de relançamento do canal VH1, o trabalho retrata Madonna como uma parceira negligenciada de um toureiro (interpretado por Emilio Muñoz, toureiro na vida real), ansiando por seu amor. A produção gerou polêmica por ter sido acusada de romantizar a corrida de touros, porém foi bem recebida criticamente e conquistou o troféu de Melhor Vídeo Feminino nos MTV Video Music Awards de 1995. Análises acadêmicas e jornalísticas do vídeo abordaram seu enredo, o uso de iconografia religiosa, feminismo, submissão, temas e motivos, bem como seu impacto em gravações audiovisuais contemporâneas. Madonna apresentou "Take a Bow" ao vivo nos American Music Awards e no Festival de San Remo na Itália, ambos em 1995, vindo a interpretá-la novamente apenas mais de vinte anos depois, na turnê Rebel Heart Tour e no concerto Madonna: Tears of a Clown. O número foi regravado por artistas como Trisha Yearwood e Kelly Clarkson e usada nas séries Friends e Beverly Hills, 90210.

## Antecedentes e lançamento

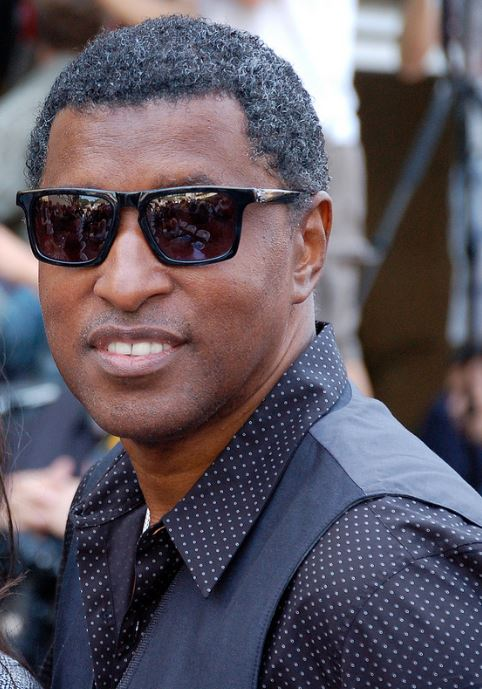
Babyface compôs e produziu "Take a Bow" com Madonna após ela ouvir uma peça musical desenvolvida por ele, a qual continha apenas uma batida e acordes.

Em 1992, Madonna publicou um livro intitulado Sex, caracterizado por seu conteúdo sexualmente explícito e por suas imagens de fantasias voyeurísticas. Ao mesmo tempo, seu quinto álbum de estúdio, Erotica, foi lançado e no ano seguinte ela estrelou o filme Body of Evidence. Todos esses projetos geraram polêmica e receberam críticas negativas tanto de jornalistas quanto de fãs, que a viam como uma renegada sexual e até alegavam que ela havia "ido longe demais" e que sua carreira estava em declínio. Somado a isso, sua aparição no programa Late Show with David Letterman em março de 1994, foi notada por seu polêmico comportamento; na ocasião, ela usou palavras de baixo calão diversas vezes, que exigiam censura na televisão, fazendo gestos obscenos e até mesmo dando a Letterman uma de suas calcinhas supostamente usadas para ele cheirar. Esse foi o episódio de um talk-show mais censurado da história da televisão estadunidense, rendendo também ao programa uma de suas maiores audiências. Nas palavras de Joe Lynch, da Billboard: "Pela primeira vez em uma década de estrelato, as pessoas não estão mais surpresas com suas travessuras e, pior, estavam cansadas disso".
Em meio ao ápice das críticas do público e da mídia em relação à sua imagem sexual, Madonna decidiu mudar sua personalidade. A primeira tentativa foi o lançamento da balada "I'll Remember" para a trilha sonora do filme With Honors, que foi bem recebida criticamente.  Musicalmente, a cantora queria uma nova direção musical e começou a explorar estilos como new jack swing e R&B com um som mais mainstream e radiofônico. Ela quis incorporá-los em seu disco seguinte, intitulado Bedtime Stories, lançado em outubro de 1994. Ela começou a trabalhar com Shep Pettibone, que havia coproduzido Erotica, e ao notar que eles estavam fazendo o mesmo tipo de música do álbum anterior, Madonna se desagradou, uma vez que ela não queria voltar às suas 'raízes', então ele deixou o projeto. Além do exposto, ele queria "suavizar" sua imagem pública naquela época e que suas canções tivessem um estilo mais romântico, por isso decidiu trabalhar com produtores renomados desses gêneros. Em entrevista concedida à Fred Bronson e registrada no livro The Billboard Book of Number 1 Hits, Madonna explicou:
| “ | A ideia era juntar meu estilo de cantar com uma sensibilidade do hip hop pesado e fazer com que o produto final ainda soasse como um disco de Madonna. Eu comecei o processo me encontrando com produtores de hip hop cujos trabalhos eram os que eu mais admirava. Foi importante, caso eu fosse usar uma variedade de colaboradores, que o produto finalizado soasse coeso e tematicamente completo. Eu não estava interessada na abordagem do pacote de variedade. | ” |

Depois de pesquisar, Madonna escolheu trabalhar com o produtor britânico Nellee Hooper e com os americanos Dallas Austin, Dave "Jam" Hall e Babyface. Ela se interessou pelo trabalho do último porque gostou de suas colaborações anteriores com artistas como Whitney Houston, Boyz II Men e Toni Braxton que resultaram em canções de R&B suaves e bem-sucedidas. Ela também conhecia "When Can I See You", presente no terceiro álbum de estúdio dele, For the Coll in You (1994). A equipe de Madonna entrou em contato com ele para agendar uma reunião e ver se o interessava a ideia de trabalhar com ela; assim que se conheceram, ambos surpreenderam-se com as afinidades e decidiram escrever algumas músicas juntos. Assim, Madonna chegou na casa do produtor e, após alguns dias, eles já haviam concebido duas faixas. Uma delas foi baseada em um pedaço de música composto por Babyface, mas ele não estava seguro de sua direção musical. Ele fez a intérprete ouvi-la, e ela achou uma maneira de fazer com que o tema fosse desenvolvido. O produtor esclareceu que "era apenas uma batida e os acordes. Daí, nós colaboramos e construímos [a música]. (...) Eu estava morando em Beverly Hills e criei um pequeno estúdio em minha casa, e ela foi lá para compor". Juntos, eles concordaram que a primeira linha da obra deveria ser seu título, e "Take a Bow" foi composta. Embora, estas palavras não sejam repetidas na faixa.
"Take a Bow" foi lançada como o segundo single de Bedtime Stories em 28 de outubro de 1994, em sequência a "Secret", através das empresas Maverick, Sire e Warner Bros. Records. Gregory Scaffidi tirou a fotografia de capa, enquanto Fabien Baron e Patrick Li foram os responsáveis pela direção artística e pelo design. O maxi single da canção inclui dois remixes. De acordo com Jose F. Promis, do banco de dados Allmusic, o primeiro deles, conhecido como o "In Da Soul Mix", dá uma sensação mais funk e urbana à balada sem "perder sua integridade", enquanto o segundo, rotulado como "Silky Soul Mix", contém um estilo mais silencioso e "mais melancólico" do que o primeiro.

## Gravação e composição
"Take a Bow" foi gravada nos estúdios The Hit Factory em Nova Iorque, tendo sido masterizada e mixada no Sterling Sound, localizado na mesma cidade. Babyface lembrou que estava nervoso por estar no estúdio com Madonna, temendo que ela fosse "muito analítica e perfeccionista" durante as gravações, e ele não se considerava esse tipo de compositor e produtor. No entanto, ele reconheceu que esta foi uma das sessões de gravação e mixagem mais rápidas presenciadas por ele. A canção foi apoiada por uma orquestra completa, marcando também a primeira vez que o produtor trabalhou com cordas ao vivo. Babyface lembrou que o seu uso foi "sugestão [de Madonna], e foi Nelle Hooper [quem as arranjou]. Ela já havia trabalhado com cordas antes, mas para mim foi uma experiência nova". Além de co-produtor, ele participou dos corais e cuidou dos sintetizadores e da programação de bateria. Em Madonna: An Intimate Biography of an Icon at Sixty (2018), o biógrafo J. Randy Taraborrelli observou que, embora não fosse creditado como intérprete, a contribuição de Babyface nos coros tornava a canção "praticamente um dueto". Os outros músicos que estiveram presentes na gravação foram Tommy Martin na guitarra, Dallas Austin na teclado e bateria, Colin Wolfe e o rapper Meshell Ndegeocello no baixo e Marius de Vries na programação, sob a direção de Susie Katiyama e Jessie Leavey. Este último e Craig Armstrong também fizeram os arranjos, e Alvin Speights, Brad Gilderman, Darin Prindle, Mark "Spike" Stent e Michael Fossenberg fizeram a engenharia. Por fim, Speights e Jon Gass foram os responsáveis pela mixagem.
Composta e produzida por Madonna e Babyface e com duração de cinco minutos e vinte e um segundos (5:21), "Take a Bow" é uma balada de ritmo moderado derivada dos gêneros pop e R&B com influências de música japonesa, sendo similar à "Sukiyaki", gravada por Kyū Sakamoto. Inicia-se com sons de cordas orientais pentatônicas, que segundo o autor Rikky Rooksby, de The Complete Guide to the Music of Madonna (2004), dão a sensação de ter vindo do Extremo Oriente. As estrofes consistem uma sequência de acordes decrescente, contendo voltas no final, enquanto os vocais de Madonna estão em um "estado sonolentamente lânguido" que é característico nas canções de Bedtime Stories. As letras no refrão retratam a intérprete dizendo adeus a um parceiro, que não lhe deu o valor devido — exemplificado nas linhas; "Eu sempre amei você / Acho que você sempre soube que é verdade / E se aproveitou do meu amor / Por que, oh, por que?". Termina com a frase; "o show acabou, diga adeus"", que Troy L. Smith do The Plain Dealer descreveu como "memorável", e com isso encerra o álbum. A faixa também referência a passagem; "O mundo é um palco, e todos os homens e as mulheres são meros atores", do monólogo As You Like It, escrito por William Shakespeare, no verso: "O mundo é um palco e cada um tem o seu papel". Quando questionada em entrevista qual era o seu papel ou função, Madonna respondeu: "A arte imita a vida e a vida imita a arte. A vida é um trabalho e cada um tem seu papel. Não é um pensamento original. Tenho certeza que você já ouviu isso antes".
Em seu livro Madonna: An Intimate Biography, o autor J. Randy Taraborrelli descreveu a música como "uma canção sombria, sarcástica, 'todo o mundo é um palco', sobre um amor não correspondido... [sobre um sujeito] cuja falsidade possa ter enganado qualquer pessoa, menos ela". Taraborrelli acrescentou que na letra, Madonna "implora" ao seu amor não correspondido para se curvar por "fazer uma performance fantástica e transparente na vida e no amor". Ele também analisou que, na faixa, a intérprete pede que o rapaz por quem tem um amor não correspondido se despeça por "dar uma performance grande e transparente na vida e não amor". Além da traição, Peter Galvin, do jornal The Advocate, observou que, ao mesmo tempo, trata-se também de tentar entender "a solidão que levou [o amante] a ser um idiota". Conforme a canção progride, o ouvinte percebe que a artista estava falando de si mesma nas letras, mais precisamente em; "Uma estrela solitária (Uma estrela solitária Você não sabe quem você é)"). De acordo com a partitura publicada em Musicnotes.com pela Alfred Publishing Co., Inc., "Take a Bow" é ajustado em um compasso de 4/4, com um ritmo moderado de 80 batidas por minuto. É composto no tom de lá ♭ maior e definida na assinatura de tempo comum, com os vocais de Madonna abrangendo-se entre as notas de mi ♭ maior3 e dó5. Segue uma progressão harmônica de lá ♭—si ♭ menor7—si ♭ menor7/mi ♭—lá ♭—fá ♭ 7—si♭menor7/mi ♭ na introdução de cordas, e então muda para lá ♭—lá ♭/sol ♭—fá menor7 no primeiro verso.

## Crítica profissional
"Take a Bow" recebeu elogios de críticos, acadêmicos e jornalistas musicais, que a consideraram uma das melhores canções de Bedtime Stories e da artista. Em seu livro The Music of Madonna, o autor Chris Wade escreveu que "Take a Bow" era um destaque do álbum. Ele prezou os vocais de Madonna e Babyface e adjetivou a melodia de "impressionante", declarando que esta é uma "das canções mais puras [da artista], totalmente livre de qualquer truques, autoconsciência ou referências sexuais conhecidas; um final gracioso para o disco". Escritor de Encyclopedia Madonnica, Matthew Rettenmund chamou a faixa de uma "balada sentimental com temática de entretenimento" e encontrou semelhanças com "Superstar", gravada por The Carpenters. Avaliando Bedtime Stories para a Billboard, Paul Verna descreveu a música como um "alívio para as rádios comerciais, rítmicas e adulto contemporâneas". Seu colega Larry Flick analisou a obra separadamente, dando uma crítica positiva: "A continuação para 'Secret', sucesso nas cinco primeiras [posições] (...) é tão perfeita como as 40 mais tocadas nas rádios [...] podem ser. Esse single tem uma melodia e um refrão encantadores e imediatamente memoráveis, envolvendo letras de livros de romance e um vocal principal que é doce e silenciosamente cheio de alma. Uma amável maneira para [Madonna] iniciar 1995 e ainda mais um bom motivo para navegar por sua coleção essencial, Bedtime Stories". J. D. Considine, do jornal The Baltimore Sun, declarou que a canção, sobre um "romance inocente", possui uma "melodia gentilmente em cascata" e ao ouvi-la era possível "ser transportado de volta aos primeiros dias da ascensão de Madonna, antes que sua sexualidade e celebrização se tornassem o foco da maioria das críticas [feitas a ela]". Peter Calvin, da publicação The Advocate, elogiou o fluxo lírico da composição e disse que "o efeito é realmente de partir o coração. A canção... mostra que, no final, Madonna... é como você e eu".

Uma balada melancolicamente maravilhosa de amor não correspondido, com o objeto de afeição da cantora sendo alguém que se esconde por trás de uma máscara que apenas ela pode ver... [Babyface] torna praticamente um dueto com Madonna [nesta música], ecoando suas palavras com seu alto tenor flutuando com um ar sonhador por trás dela, e o arranjo minimalista da canção é impecavelmente elegante.

—Análise de "Take a Bow" feita por Steve Sullivan, autor de Encyclopedia of Great Popular Song Recordings, Volume 2.
James Hunter, da revista Vibe, considerou que a faixa era "uma obra prima do novo soul", enquanto Sal Cinquemani, da revista Slant, chamou-a de "melosa e agridoce". Stephen Thomas Erlewine, do banco de dados Allmusic, referiu-se a "Take a Bow" como "tremenda" e a considerou um dos destaques do disco, declarando que ela "lentamente trabalha suas melodias no subconsciente conforme o baixo pulsa" e concluiu que "oferece um antídoto a Erotica, que foi completado com grooves profundos porém frios". Em sua análise à GHV2, Alex Needham, editor da revista NME, disse que essa era uma "canção maravilhosamente construída para todos os padrões". No livro The Rough Guide to Rock (2003), Peter Buckley escreveu que embora Bedtime Stories não tenha conseguido captar a atenção do público, "garantiu um clássico em 'Take a Bow'". Por sua vez, Eduardo Viñuela, autor de Bitch She's Madonna: La Reina del Pop en la Cultura Contemporánea (2018), compartilhou dessa opinião e observou que, pela primeira vez, um álbum da artista não apresentava singles "ótimos ou memoráveis", com exceção de "Take a Bow" e "Secret". Viñuela destacou que Babyface "se revela como o grande conhecedor de R&B sedoso que sempre foi". Para Owen Pallett, da Pitchfork Media, foi uma "canção terna, rica em produção e sentimento", na qual Madonna estava "no seu estado mais sensível e corajoso". Além disso, ele ressaltou que a participação de Babyface, "no auge de sua criatividade artística, é francamente charmosa". Em comentários semelhantes, J. Randy Taraborrelli chamou-a de uma balada "melancólica e soberbamente executada"; Enquanto a escritora Laurent Poret, em La Mujer Madonna: Una Ambición Inquebrantable (2019), a definiu como "bela e melancólica".
Em uma análise de Bedtime Stories feita em 2011, Brett Callwood, do Detroit Metro Times, considerou a canção "espetacular". Keith Jenkis, produtor sênior de multimídia da NPR, deu uma crítica positiva à faixa, declarando que ela "limpa você e faz seu sangue ferver. Você talvez não andará na água após ouvi-la, mas vai querer ter sua concentração de volta andando no vidro quebrado". Um jornalista da revista Music & Media chamou-a de uma "balada elegante" e uma "alternativa perfeita para canções de ninar prosaicas". Além disso, ele observou que a introdução poderia ser confundida com sinos e observou que o lançamento "se encaixou bem na época [do Natal]". Rikky Rooksby, em seu livro The Complete Guide to the Music of Madonna, ficou menos impressionado com a obra. Embora tenha considerado que a melodia fosse "boa" ele sentiu que soava "chocantemente normal" após a "ambiente 'Bedtime Story'", ele considerou a duração da música muito longa e deduziu a que letra tinha "muitos clichês" e não transmitia "o dor de uma verdadeira despedida". Para Michael Cooper, do jornal alternativo LA Weekly, mostrou que "a Madonna dos anos 90 era uma potência considerável, assim como era nos anos 80". Morgan Troper, do periódico Portland Mercury, garantiu que se tratava de uma balada "triste-sensual", além de uma das interpretações mais "apaixonadas" da artista.
Mathew Jacobs, do agregador The Huffington Post, posicionou-a na 19ª colocação em uma lista com os singles definitivos de Madonna, escrevendo: "'Take a Bow' é a balada mais poética de Madonna. Muito na maneira em que sucessos como 'Borderline' e 'Into the Groove' agem como a fuselagem do pop dos anos 1980 (...) uma elegia de amor perdido que se encaixa muito bem com o crescente movimento da cantora e compositora na década de 1990. Não confunda sua qualidade sonolenta por congestão. Essa canção é Madonna em seu [estado] mais adorável". Resenhista da página PopMatters, Enio Chiola incluiu "Take a Bow" em uma compilação com os 15 melhores singles da intérprete, opinando que este "apresenta uma Madonna mais recatada, confiante em seu término de uma relação condenada, e a música é acentuada por uma orquestração caracteristicamente asiática e letras poéticas encantadoras" e concluiu que "[Madonna] rapidamente aprendeu que a maneira de voltar para os corações coletivos do público era dar mais atenção na música do que na franqueza de sua imagem sexual". Guillermo Alonso, da edição espanhola da Vanity Fair, descreveu-a como sua 38ª melhor música e comentou que era "perfeita", completando: "[Ela] canta a faixa perfeitamente e os refrões de Babyface, sempre tão doces para ele, são muito comedidos para não terem mais destaque do que o necessário". No entanto, observou que poderia muito bem ter sido cantada por Toni Braxton e "não teria importância". Dos 100 maiores destaques de sua carreira, Andrew Unterberger, da Billboard, o distinguiu em oitavo lugar; assegurado que "Take a Bow" proporcionou um "ponto de apoio para a década pop de Madonna" e destacou a interação vocal "doce" e "cativante" entre ela e Babyface. Além disso, ele observou que se tornou "icônico o suficiente" para servir como uma influência para Rihanna publicar sua "balada de separação" com o mesmo nome mais de uma década depois. Ao ranquear seus sessenta melhores singles, Chuck Arnold da Entertainment Weekly disse que foi, "talvez a coisa mais elegante que ela já fez". O tema ainda figurou nas posições 29 e 38 das listas de melhores elaboradas pela revista Parade e The Guardian, respectivamente;

## Vídeo musical

### Desenvolvimento e lançamento

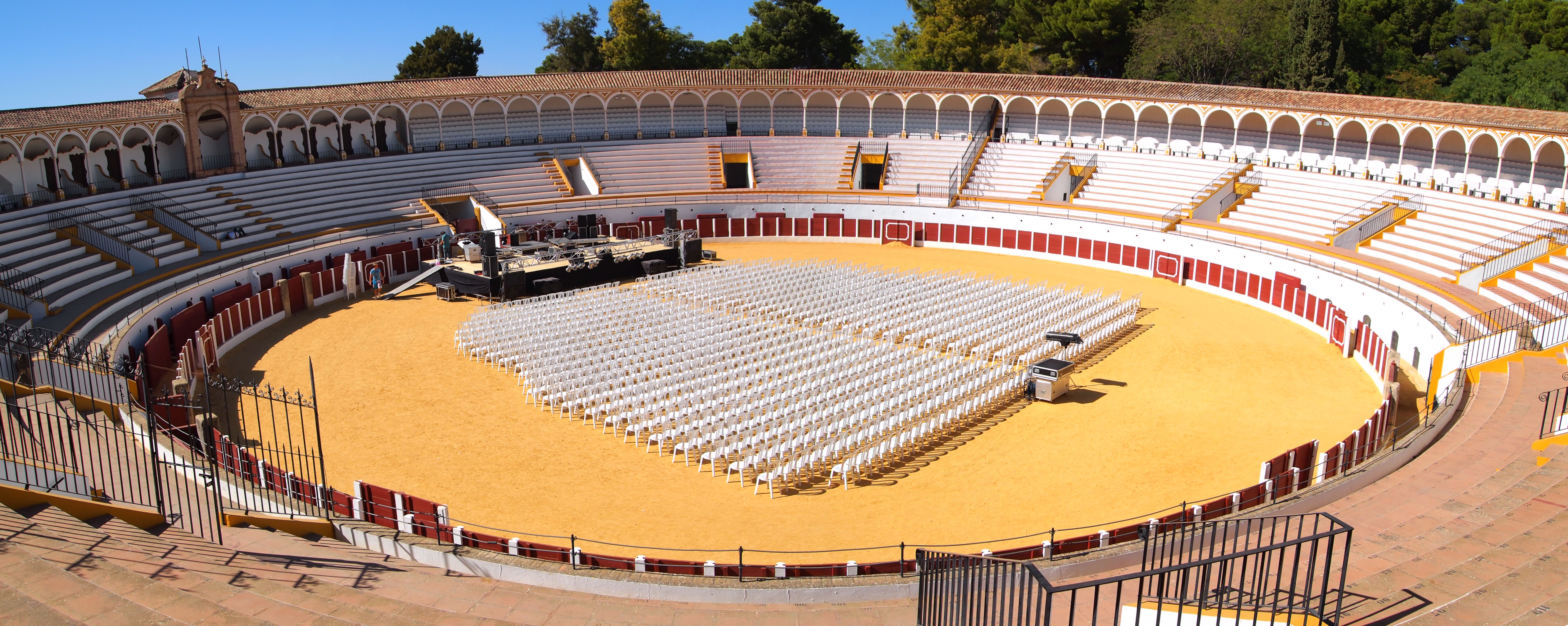
Parte das filmagens do vídeo de "Take a Bow" ocorreram no praça de touros de Antequera

O vídeo musical de "Take a Bow" foi dirigido por Michael Haussman entre os dias 3 e 8 de novembro de 1994 na cidade de Ronda e na praça de touros de Antequera, ambas situadas na Espanha. No vídeo, Madonna usa um vestido justo e clássico confeccionado pelo estilista britânico John Galliano. As roupas vestidas por ela foram criadas pela estilista Lori Goldstein, que recebeu o prêmio de Melhor Figurino nos VH1 Fashion and Media Awards. Outros profissionais que contribuíram com roupas para o trabalho incluíram Donatella Versace e Christian Louboutin, então desconhecido. O estilo de Madonna foi predominantemente baseado nos anos 1940, com um espartilho apertado, vestidos de seda e um chapéu preto com véu. O enredo do vídeo se passa nesta época, retratando a cantora como a companheira negligenciada de um toureiro, interpretado pelo espanhol Emilio Muñoz, ator e toureiro na vida real. A personagem da artista implora pela presença do toureiro, com uma mágoa erótica. Em entrevista concedida a Kurt Loder nas filmagens do vídeo, ela disse que a sua principal inspiração durante a composição de "Take a Bow" foi um ator, mas queria que o personagem masculino no vídeo fosse um toureiro para que fosse sobre "uma história de amor obsessiva e trágica que não dá certo no final" e um toureiro seria visualmente mais eficaz para retratar a emoção da faixa.
Madonna chegou na cidade de Ronda em novembro de 1994 com uma equipe de 60 pessoas e queria filmar o vídeo nas praças de touros da cidade. Entretanto, seu pedido foi rejeitado pela Real Maestranza de Caballería de Ronda, que considerou ser uma profanação das arenas caso ela filmasse no local, uma vez que seu nome na época estava associado com imagens provocantes. Além disso, a intérprete teve que desistir de filmar ao redor da praça da cidade devido ao alto valor de seu dono, o ex-toureiro Antonio Ordóñez, que pediu 17 milhões de pesetas. Mais tarde, foi esclarecido que Madonna foi recusada devido a razões morais desconhecidas da Irmandade, que acusou a mídia de fazer publicidade grátis em nome da cantora. A recusa causou polêmica em Ronda, cujos grupos políticos acreditaram que permitir as filmagens do vídeo em seus precipícios seria uma boa promoção para a cidade. A artista posteriormente obteve permissão de gravar dentro do palácio da Marquês de Salvatierra. As cenas de touradas foram feitas no Plaza de Toros de Ronda, onde Muñoz atuou com três touros. Ele recebeu 7 milhões de pesetas por sua participação no vídeo.
O produto final foi lançado em 22 de novembro de 1994 na MTV. Também fez parte das campanhas promocionais de relançamento do VH1, onde o canal usou o vídeo em seu trio de comerciais de 30 segundos intitulados "The New VH1". O comercial mostrou um casal em um Porsche vintage usando um caixa eletrônico. O rapaz faz uma transação enquanto a mulher olha o VH1 sendo exibido em uma loja, mostrando "Take a Bow". Quando o rapaz volta ao carro, a mulher sai do cenário e pode ser vista dentro do vídeo ao lado de Madonna, enquanto a cantora aparece no veículo e diz a frase: "O novo VH1... Irá sugá-lo". De acordo com Abbey Konowitch, que trabalhou na Maverick Records, fundada pela estadunidense, ela tinha uma longa história com a MTV e o VH1; sendo assim, ela ficou ansiosa para participar da campanha, quando questionada pelo presidente do VH1, John Sykes. Para as filmagens do anúncio, as roupas usadas no vídeo tiveram de ser feitas por diferentes estilistas. Madonna também ficou impressionada pela tecnologia usada no comercial para transportar a mulher e ela mesma juntas.

### Sinopse e recepção

Capturas em ecrã de três momentos do vídeo musical de "Take a Bow". A primeira e a última mostram imagens de Madonna inspirada nos anos 1940, a terceira captura um dos momentos da tourada, enquanto a segunda mostra a artista depois de ser abusada fisicamente pelo toureiro. As cenas foram descritas pelo autor Georges-Claude Guilbert como "desmoralizantes"

O vídeo musical se inicia mostrando Madonna, o toureiro (Muñoz) e as pessoas da cidade preparando-se para, em seguida, assistir a uma tourada. Um cenário secundário apresenta a cantora perto de uma televisão, iluminado por uma única luz vinda de um quarto, enquanto um terceiro retrata a artista de roupa íntima se contorcendo em uma cama, assistindo Muñoz na televisão. Perto do final, durante a tourada, o toureiro mata o touro e vai para casa, onde abusa de Madonna fisicamente e emocionalmente, que fica em estado "alterado", com o rosto cheio de lágrimas e a maquiagem saindo. Em seguida, ela chora por sua partida. Isso é seguido por uma série de tomadas de Muñoz se afastando dela enquanto, de pés descalços, pisa em pedaços de vidro quebrados que foram espalhados no chão após o abuso. O vídeo pode ser visto como uma declaração sobre o classicismo, na medida em que o toureiro se sente ameaçado e irritado com o status aristocrático de Madonna, resultando em abusá-la fisicamente e depois abandoná-la friamente. O estilo do vídeo musical foi comparado ao do filme Matador (1986), dirigido pelo espanhol Pedro Almodóvar e estrelado por Antonio Bandeiras. Madonna pediu que Haussman desse um tema espanhol para o vídeo porque, na época, ela estava tentando conseguir o papel de Eva Perón na versão cinematográfica de Evita (1995). A artista posteriormente enviou uma cópia do vídeo ao diretor Alan Parker como uma maneira de fazer seu teste para o papel, tendo sido eventualmente selecionada para interpretar Perón. O vídeo de "You'll See", lançado pela cantora em 1995, é considerado uma sequência ao de "Take a Bow", uma vez que nele Madonna e Muñoz retomam seus papéis. Nesta gravação, a personagem da intérprete abandona o toureiro, deixando-o em desespero. A personagem da artista chega a tomar um trem e um avião, enquanto o de Muñoz tenta alcançá-la em vão.
O vídeo gerou polêmica com ativistas dos direitos dos animais que o acusaram de romantizar as touradas. A People for the Ethical Treatment of Animals (PETA) até colocou um anúncio em uma página inteira na edição de 24 de fevereiro de 1996 da revista Billboard, criticando-a por promover tal prática em "Take a Bow" e "You'll See". Apesar das controvérsias, Madonna ganhou o troféu de Melhor Vídeo Feminino nos MTV Video Music Awards de 1995 pelo videoclipe de "Take a Bow". Também foi indicado para Melhor Direção de Arte em Vídeo, mas perdeu para o de "Scream", de Michael Jackson e Janet Jackson. O trabalho também ficou em 5º lugar na contagem dos 50 momentos mais sensuais da história do videoclipe, elaborado pelo VH1. Em 2012, o programa de televisão Extra incluiu "Take a Bow" em sua lista dos 10 vídeos musicais mais sexys de Madonna. Também pode ser encontrado nas compilações da artista, The Video Collection 93:99 (1999) e Celebration: The Video Collection (2009).

### Análise e impacto
Como alguns dos videoclipes anteriores de Madonna, como "La Isla Bonita" e "Like a Prayer", as imagens religiosas desempenham um papel importante no vídeo de "Take a Bow". No livro Madonna's Drowned Worlds o uso de imagens católicas no audiovisual é discutido. O autor Santiago Fouz-Hernández aponta que, ao contrário das produções anteriores da artista, grande parte das imagens religiosas aqui estão associadas ao toureiro, não a Madonna, devido ao fato de que as imagens religiosas são uma parte forte do ritual das touradas. Também foi argumentado que no vídeo Madonna "subverte a estrutura de gênero e a subjetividade masculina implícita nas touradas tradicionais". Isso é alcançado através da "feminização do toureiro e da ênfase no personagem de Madonna" e também através do "olhar dominante" da artista enquanto ela assiste o toureiro se apresentar." Roger Beebe, um dos autores de Medium Cool: Music Videos from Soundies to Cellphones, observou que o vídeo era um exemplo de "como a música, a imagem e a letra de uma canção possuem sua própria temporalidade". Para ele a natureza "graciosa" da canção contrastava com as cenas exibidas no vídeo, que ele achava que indicava que a protagonista há muito se envolve nas atividades, incluindo as "cenas de sexo desmoralizantes".
Em Madonna as Postmodern Myth, Georges-Claude Guilbert sentiu que o vídeo "desafiou as feministas, de Marilyn Frye e Adrienne Richvariedade, que veem nele um exemplo repugnante de submissão feminina." Madonna respondeu a essa crítica afirmando: "Não acredito que qualquer organização deva me ditar o que posso e o que não posso fazer artisticamente". Guilbert também observou o uso de iconografia religiosa no vídeo, especialmente a representação duvidosa da Virgem Maria. Explicando que na maioria das vezes Madonna e o toureiro fazem amor através da tela da televisão, o que implica que "uma de suas purezas deve ser mantida sempre".
Ao discutir "Take a Bow", o produtor sênior da NPR Multimedia, Keith Jenkins, disse que o videoclipe, com seus tons sépia ricos e sensualmente emoldurados "obscurece parcialmente as meditações da música sobre amor, sacrifício e morte". Carol Vernallis, autora de Experiencing Music Video: Aesthetics and Cultural Context, observou que o vídeo exemplificava a letra da música, observando que as cenas com Madonna e Muñoz se vestindo e colocando suas luvas apontavam para o enredo e as letras que apareceram mais tarde, "todo o mundo ama um palhaço". Ao se encerrar com a linha; "o show acabou, diga adeus"",, Muñoz como o toureiro é visto com uma expressão fátua, que Vernallis deduziu como "o início da história de posse e fama". Para o autor, não ficou claro se as imagens eram literais ou figurativas das letras, "incorporando uma afeição duradoura, como partes separadas da psique de Madonna ou como as afirmações exageradas de uma groupie". Quando Madonna canta; "Eu sempre fui apaixonada por você (sempre por você)", ela é retratada no vídeo às vezes como adolescente e às vezes na meia-idade. Para Vernallis, os figurinos e a melodia no vídeo remetiam à Madama Butterfly (1904), do italiano Giacomo Puccini, embora com um enredo invertido. As cenas que mostram Madonna em uma sala fechada com uma única lâmpada também atraiu comparações com o personagem de Glenn Close no filme de suspense psicológico de 1987, Fatal Attraction. Outra observação sua, foi sobre a luta pelo poder mostrada no vídeo, com Madonna perdendo gradualmente e relegada a um canto da sala.
O vídeo "Take a Bow" foi uma fonte de inspiração para o videoclipe de "SexyBack" (2006), de Justin Timberlake. De acordo com o cantor, ele decidiu trabalhar com o diretor Michael Haussman em seu vídeo porque "Take a Bow" é um de seus clipes favoritos de Madonna. Ele continuou dizendo: "Ainda hoje, ainda me lembro do visual, das imagens, de como ele as capturou. Muitas vezes, Madonna parece ser a pessoa no controle e, nesse vídeo, ela parecia vulnerável. Foi ótimo ver aquilo". De acordo com o diretor Dave Meyers, o videoclipe de "Radar" (2009), de Britney Spears, é uma "homenagem" ao de "Take a Bow". Ao falar de Spears e de seu vídeo, Meyers explicou: "[estávamos] procurando uma maneira de levá-la a um ambiente contemporâneo e elegante. Eu me senti empoderado ao fazer referência ao vídeo de Madonna ['Take a Bow']. Britney nunca fez nada assim".

## Apresentações ao vivo

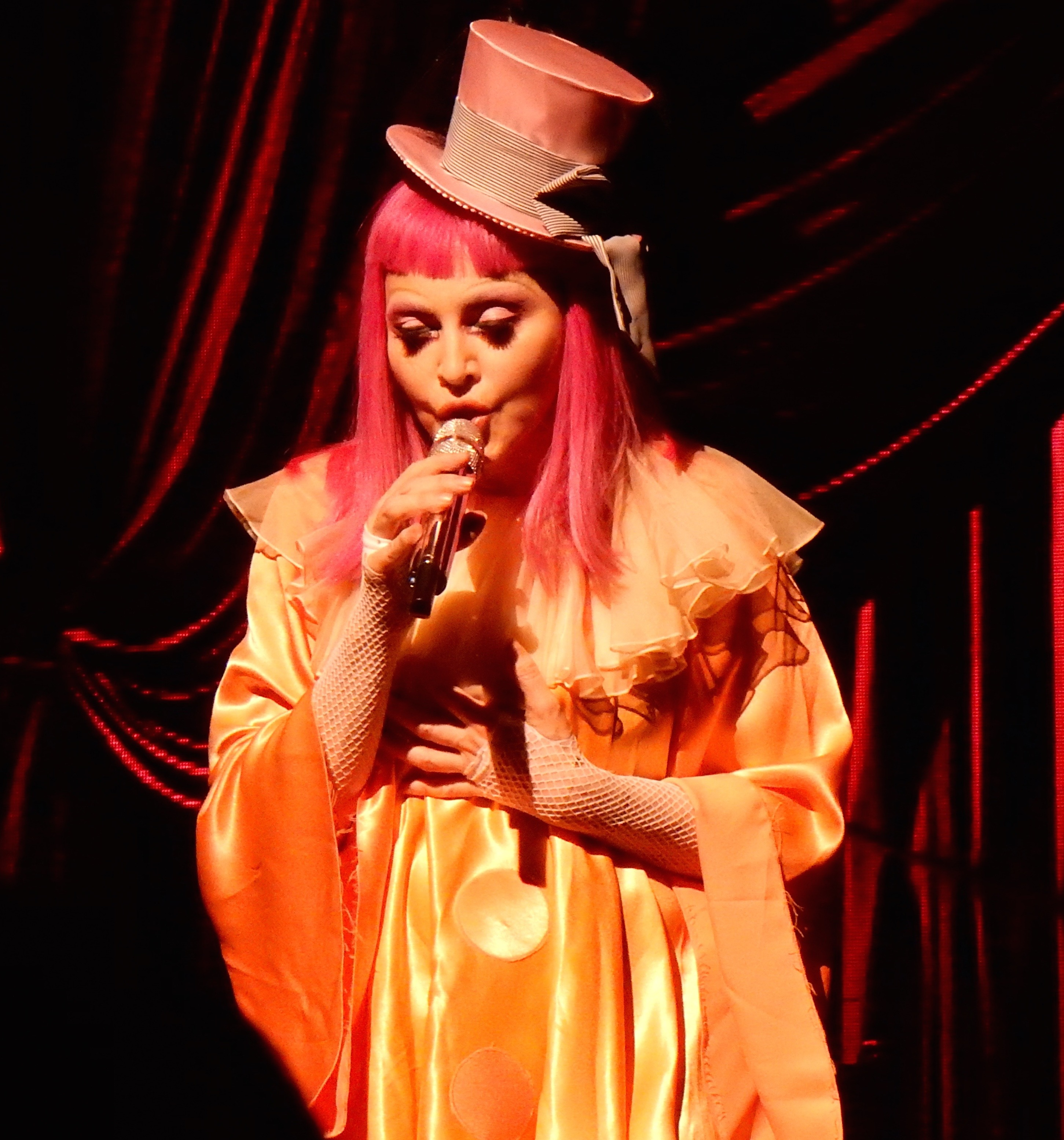
Madonna cantando "Take a Bow" durante o show especial em Melbourne, Tears of a Clown

Em 30 de janeiro de 1995, Madonna interpretou "Take a Bow" pela primeira vez, durante a 22.º edição dos American Music Awards, acompanhada por Babyface e uma grande orquestra; no palco, ambos permaneceram em seus lugares enquanto subiam em suas respectivas colunas. A cantora expressou que "nunca esteve tão nervosa antes", e Babyface afirmou: "Isso foi uma loucura para mim, porque eu pensei, 'Você é Madonna! Você está acostumada a estar no palco o tempo todo!'". Craig Rosen, da Billboard, considerou-a uma das performances de destaque da noite, e em 2017, a mesma revista a elegeu a oitavo melhor performance da história da premiação; revisando, Caitlin Kelly afirmou que a presença de uma orquestra ao vivo "adicionou uma textura exuberante à música", enquanto seu alcance vocal "recebeu nova vida" por sua interpretação ao "estilo R&B" de Babyface. O autor acrescentou que o traje que Madonna usava, um qipao vermelho, não era aleatório, "já que as cordas pentatônicas pretendiam evocar uma ópera chinesa". Em 18 de fevereiro, ela participou do programa alemão Wetten, dass..? para promover Bedtime Stories e cantou "Secret" e "Take a Bow". Quatro dias depois, a artista executou a música com Babyface no Festival de Sanremo, usando um longo vestido escuro e o cabelo em um coque; no final, ela agradeceu ao público em italiano e foi aplaudida de pé.
Apesar de ter sido ensaiada para a Re-Invention World Tour (2004), acabou por não figurar no repertório. Madonna nunca havia tocado a música em nenhuma de suas turnês até 4 de fevereiro de 2016, quando a apresentou durante o show em Taipé como parte da Rebel Heart Tour. Ao final, afirmou: "Foi divertido. A primeira vez. Algumas notas saíram ruins, mas foi bom finalmente cantá-la". Mais tarde, voltou a executá-la em outros concertos realizados na Ásia e na Austrália; Kirsten Maree, da revista australiana Music Feeds, considerou-o "o momento mais emocionante" do show realizado em Melbourne. Uma dessas apresentações foi incluída como faixa bônus nas edições japonesas de seu quinto álbum ao vivo, Rebel Heart Tour (2017). Em março desse mesmo ano, Madonna cantou uma versão acústica no concerto especial Tears of a Clown, realizado no Forum Theatre em Melbourne; Ela subiu ao palco andando de triciclo e vestida de palhaço, com uma peruca rosa e meias listradas. Um editor do portal Jenesaispop notou um contraste entre o traje da cantora e a "solenidade" da música.

## Regravações
Após seu lançamento, vários artistas de diferentes países fizeram uma versões covers de "Take a Bow". Por exemplo, em 1995, a sérvia Bebi Dol gravou um sob o título "Pokloni Se" para seu álbum Ritam srca, e a holandesa Laura Fygi o fez para Turn Out the Lamplight. A artista de Hong Kong, Sandy Lam interpretou-a para Wonderful World de 1997, e oito anos depois, em 2005, a banda de rock sul-coreana Jaurim a incluiu em seu material The Youth Admiration, enquanto o saxofonista Bennett Carl compôs uma versão instrumental de jazz para a faixa e a adicionou em A Smooth Sax Tribute to Madonna's Greatest Hits. Em 2007, a filipina Sitti Navarro executou o tema em estilo bossa nova para seu álbum My Bossa Nova; O cantor chinês Yao Si Ting a incluiu em Eternal Singing - Endless Love II; e em setembro daquele ano, Babyface e a compatriota Trisha Yearwood o interpretaram no programa Crossroads, da CMT. A imitadora de Madonna, Melissa Totten, fez um cover em Hi-NRG da canção, em colaboração com Jason Prince para o álbum tributo de 2008, Forever Madonna.
Em novembro de 2010, foi interpretada por Elaine Paige e Idina Menzel para o álbum de duetos Elaine Paige and Friends; em sua crítica para o Allmusic, Jon O'Brien descreveu-o como um número de "cabaré um pouco exagerado", o que não era favorável ao material. Matt Alber gravou uma interpretação acústica em sua obra Constant Crows, de 2011, e o cantor e compositor chileno Jorge González disponibilizou uma versão em estúdio em suas redes sociais oficiais em setembro de 2014. Em 2015, durante um dos shows de sua turnê Piece by Piece Tour, Kelly Clarkson executou o tema a pedido do público; Alguns editores do Vulture, o classificaram no número 85 dos 96 maiores covers ao vivo de Clarkson. No capítulo final da primeira temporada da série de televisão americana Friends, "The One Where Rachel Finds Out", "Take a Bow" toca na última cena em que Rachel (Jennifer Aniston) vai ao aeroporto para receber Ross (David Schwimmer), que retorna da China, descobre que tem uma nova namorada. Também foi usado nos trailers promocionais e créditos finais para os episódios finais da temporada de Beverly Hills, 90210, que foi ao ar em abril de 2000.

## Faixas e formatos
O lançamento comercial de "Take a Bow" foi acompanhado por cinco faixas: a versão do álbum, dois instrumentais e dois remixes produzidos por InDaSoul e Steve "Silk" Hurley. Tais edições incluídas em formatos físicos de CD, cassete e vinil de sete e doze polegadas. "InDaSoul Mix" foi adicionado como lado B nas edições de sete e cassete nos Estados Unidos, enquanto na Europa e Austrália foi comercializado um CD com a versão do álbum mais uma versão instrumental e uma versão editada de 4:25 minutos. Em solo japonês foi disponibilizado ao mercado um CD que incluía, das oito faixas, dois remixes de "Bedtime Story", o próximo single do álbum. "Take a Bow" foi destaque na compilação de baladas Something to Remember (1995) e no álbuns de maiores sucessos de Madonna, GHV2 (2001) e Celebration (2009).
| Vinil estadunidense de sete polegadas |                             |         |  |
| N.º                                   | Título                      | Duração |  |
| 1.                                    | "Take a Bow"                | 5:21    |  |
| 2.                                    | "Take a Bow" (InDaSoul Mix) | 4:57    |  |

| Vinil britânico de sete polegadas / cassete britânico |                                |         |  |
| N.º                                                   | Título                         | Duração |  |
| 1.                                                    | "Take a Bow" (edição do álbum) | 4:25    |  |
| 2.                                                    | "Take a Bow" (instrumental)    | 5:21    |  |

| CD single japonês |                                        |         |  |
| N.º               | Título                                 | Duração |  |
| 1.                | "Take a Bow" (InDaSoul Mix)            | 4:57    |  |
| 2.                | "Take a Bow" (edição do álbum)         | 4:31    |  |
| 3.                | "Take a Bow" (Silky Soul Mix)          | 4:11    |  |
| 4.                | "Take a Bow" (InDaSoul Instrumental)   | 4:56    |  |
| 5.                | "Take a Bow" (Silky Soul Instrumental) | 4:11    |  |
| 6.                | "Take a Bow" (instrumental)            | 5:21    |  |
| 7.                | "Bedtime Story" (edição do álbum)      | 4:08    |  |
| 8.                | "Bedtime Story" (Junior Wet Dream Mix) | 8:33    |  |

| Maxi single estadunidense / Vinil estadunidense de doze polegadas |                                      |         |  |
| N.º                                                               | Título                               | Duração |  |
| 1.                                                                | "Take a Bow" (InDaSoul Mix)          | 4:57    |  |
| 2.                                                                | "Take a Bow" (InDaSoul Instrumental) | 4:57    |  |
| 3.                                                                | "Take a Bow"                         | 5:21    |  |
| 4.                                                                | "Take a Bow" (instrumental)          | 5:21    |  |
| 5.                                                                | "Take a Bow" (Silky Soul Mix)        | 4:10    |  |

| CD single europeu, britânico e australiano |                                |         |  |
| N.º                                        | Título                         | Duração |  |
| 1.                                         | "Take a Bow" (edição do álbum) | 4:31    |  |
| 2.                                         | "Take a Bow"                   | 5:21    |  |
| 3.                                         | "Take a Bow" (instrumental)    | 5:21    |  |

## Créditos
Todo o processo de elaboração de "Take a Bow" atribui os seguintes créditos:
Gravação e publicação
- Gravada em 1994 nos The Hit Factory (Nova Iorque)
- Masterizada nos Sterling Sound Studios (Nova Iorque)
- Publicada pelas empresas WB Music Corp./Webo Girl Publishing — administrada pela WB Music Corp. (ASCAP) —, Rondon Music (Londres), Limited e Purple Music Limited (PRS)

Produção
| - Madonna: vocalista principal, composição, produção - Babyface: vocais de apoio, corais, composição, produção, sintetizador, programação de bateria - Tommy Martin: guitarra - Dallas Austin: teclado, bateria - Colin Wolfe: baixo - Meshell Ndegeocello: baixo - Marius de Vries: programação - Craig Armstrong: arranjo - Jessie Leavey: arranjo, maestro - Susie Katiyama: maestro | - Alvin Speights: engenharia de som, mixagem - Brad Gilderman: engenharia de som - Darin Prindle: engenharia de som - Mark "Spike" Stent: engenharia de som - Michael Fossenberg: engenharia de som - Jon Gass: mixagem - Steve "Silk" Hurley: remix - InDaSoul: remix - Gregory Scaffidi: fotografia - Fabien Baron: direção artística, design da capa do single - Patrick Li: direção artística, design da capa do single |

## Desempenho comercial
Nos Estados Unidos, "Take a Bow" estreou na 45ª colocação da tabela Billboard Hot 100 em 17 de dezembro de 1994; obteve um aumento ao longo das semanas e, em 14 de janeiro de 1995, subiu para a oitava posição, tornando-se o terceiro lançamento consecutivo de Madonna a estabelecer-se entre os dez primeiros, seguindo "I'll Remember" e "Secret", e seu 28º no geral. Com isso, ela empatou com Stevie Wonder como o terceiro artista com mais entradas no top 10, atrás dos Beatles e Elvis Presley. Finalmente, em 25 de fevereiro, alcançou o topo da tabela e, com isso, Madonna estabeleceu vários recordes: foi seu 23º single a ocupar as cinco primeiras posições, a maior quantidade para um artista solo; seu segundo número um — depois de "This Used to Be My Playground" (1992) — desde que a Billboard começou a usar dados da Nielsen SoundScan para publicar seus gráficos em 1991; Com isso, ela passou a deter um total de 11 temas no cume da tabela, a quinta maior quantidade entre qualquer artista, ficando atrás apenas das Supremes, Michael Jackson (12), Elvis Presley (20) e Beatles (20). Além disso, tendo escrito nove destas músicas, ela se tornou a compositora com mais faixas em primeiro lugar até aquele momento, superando Carole King que detinha o recorde por mais de trinta anos. Somado a isso, com "Take a Bow" no topo da Billboard Hot 100, metade das 32 músicas de Madonna que entraram na tabela até então chegaram aos dois primeiros lugares, um terço delas em primeiro lugar. Foi o seu single com mais semanas consecutivas no cume, com um total de sete, de 25 de fevereiro a 8 de abril, e quebrou o recorde anterior de "Like a Virgin", que ficou por seis atualizações. Desde o início de sua carreira, a intérprete passou um total de vinte e oito semanas na posição máxima, portanto, posicionou-se em sexto lugar, empatada com Mariah Carey, entre os artistas com mais semanas acumuladas no posto máximo. No geral, Madonna passou quinze edições entre os dez primeiros – treze deles entre os cinco –, vinte e sete entre os 40 principais e trinta no total; Com isso, "Take a Bow" igualou-se a "Borderline" (1984) como a sua música a permanecer por mais tempo dentro do Billboard Hot 100.
Na edição de 25 de fevereiro, "Take a Bow" também alcançou o primeiro lugar nas contagens Hot 100 Airplay, Adult Contemporary — sendo o quinto da cantora —, e Pop Songs, ficando em quarto lugar na Rhythmic Songs e Hot 100 Singles Sales e o trigésimo quinto em Adult Pop Songs. Na categoria R&B, alcançou o número quarenta na Hot R&B/Hip-Hop Songs e décimo quarto no de vendas físicas, Hot R&B Singles Sales. Dois dias depois, em 27 de fevereiro, recebeu certificação de ouro emitido pela Recording Industry Association of America (RIAA) devido às vendas de 500 mil unidades no país. Desta forma, ela substituiu Janet Jackson como a artista feminina com mais singles certificados com ouro, detendo um total de quinze. Foi a quarta música de maior sucesso de 1995 no Hot 100 Airplay e Adult Contemporary e a oitava no Billboard Hot 100. Neste último, "Take a Bow" terminou como o 24.º tema mais bem sucedido da década de 1990. Em 2017, a Billboard, classificou-o em quarto lugar entre os 40 maiores sucessos de Madonna na tabela, atrás de "Like a Virgin" (1984), "Vogue" (1990) e "Crazy for You" (1985).
O sucesso comercial continuou no Canadá, onde atingiu o cume na tabela musical da revista The Record, bem como no Top 100 Tracks e Adult Contemporary ambos da revista RPM; nas paradas anuais dos dois últimos, atingiu um pico de números três e quatro, respectivamente. Em outros países, a recepção foi mais mista: liderou a contagem oficial da Polônia e alcançou a segunda posição na Itália, a terceira na Finlândia e a oitava na Suíça. No Reino Unido, no entanto, alcançou o número dezesseis no UK Singles Chart, o que encerrou a série de 35 singles consecutivos de Madonna a estabelecer-se entre os dez primeiros, um recorde que começou com "Like a Virgin" em 1984 e terminou com "Secret" em 1994. Até 2008, 102 mil e 739 exemplares da faixa haviam sido comercializados no território segundo dados fornecidos pela Music Week. O jornalista e apresentador de televisão Stuart Maconie, escrevendo para a revista Q, considerou "uma vergonha [...] que o horrível "Hanky Panky" tenha sido tão comprado que chegou ao número dois, enquanto apenas o suficiente do maravilhoso "Take a Bow" foi comprado para que ele chegasse ao desprezível número 16". Este desempenho na Europa lhe rendeu um pico na 17.ª colocação da European Hot 100 Singles. Por fim, na Oceânia, obteve como pico a vigésima posição na Austrália e a nona na Nova Zelândia.
| País — Tabela musical (1994—95)        | Posição de pico |
| -------------------------------------- | --------------- |
| Alemanha (GfK Entertainment Charts)    | 18              |
| Austrália (ARIA Charts)                | 15              |
| Áustria (Ö3 Austria Top 40)            | 22              |
| Bélgica (Ultratop 50 de Flandres)      | 27              |
| Canadá (RPM Adult Contemporary)        | 1               |
| Canadá (RPM Dance Singles Chart)       | 13              |
| Canadá (RPM Singles Chart)             | 1               |
| Canadá (The Record)                    | 1               |
| Escócia (OCC)                          | 16              |
| Estados Unidos (Adult Contemporary)    | 1               |
| Estados Unidos (Adult Pop Songs)       | 35              |
| Estados Unidos (Billboard 100)         | 1               |
| Estados Unidos (Hot 100 Airplay)       | 1               |
| Estados Unidos (Hot 100 Singles Sales) | 4               |
| Estados Unidos (Pop Songs)             | 1               |
| Estados Unidos (Rhythmic Songs)        | 4               |
| Estados Unidos (Hot R&B/Hip-Hop Songs) | 40              |
| Estados Unidos (Hot R&B Singles Sales) | 14              |
| Europa (European Hot 100 Singles)      | 17              |
| Finlândia (IFPI Finlândia)             | 3               |
| França (SNEP)                          | 25              |
| Irlanda (IRMA)                         | 17              |
| Islândia (Íslenski Listinn Topp 40)    | 11              |
| Itália (Musica e dischi)               | 2               |
| Noruega (VG-lista)                     | 13              |
| Nova Zelândia (Recorded Music NZ)      | 9               |
| Países Baixos (Dutch Top 40)           | 34              |
| Países Baixos (Single Top 100)         | 39              |
| Polônia (ZPAV)                         | 1               |
| Reino Unido (UK Singles Chart)         | 16              |
| Suécia (Sverigetopplistan)             | 19              |
| Suíça (Schweizer Hitparade)            | 8               |

| País — Tabela musical (1995)           | Posição |
| -------------------------------------- | ------- |
| Alemanha (GfK Entertainment Charts)    | 73      |
| Canadá (RPM RPM Single Chart)          | 3       |
| Canadá (RPM Adult Contemporary)        | 4       |
| Estados Unidos (Adult Contemporary)    | 4       |
| Estados Unidos (Billboard Hot 100)     | 8       |
| Estados Unidos (Hot 100 Airplay)       | 4       |
| Estados Unidos (Hot 100 Singles Sales) | 34      |
| Europa (European Hot 100 Singles)      | 81      |
| Países Baixos (Dutch Top 40)           | 287     |
| Suíça (Schweizer Hitparade)            | 37      |

| País — Tabela musical (1990–99)    | Posição |
| ---------------------------------- | ------- |
| Canadá (Nielsen SoundScan)         | 88      |
| Estados Unidos (Billboard Hot 100) | 24      |

| País — Tabela musical (1958–2018)  | Posição |
| ---------------------------------- | ------- |
| Estados Unidos (Billboard Hot 100) | 284     |

| Região                                                                                                  | Certificação | Vendas  |
| --- | ------------ | ------- |
| Estados Unidos (RIAA)                                                                                   | Ouro         | 500,000 |
| *números de vendas baseados somente na certificação ^números de vendas baseados somente na certificação |              |         |